# Tumbunascincus luteilateralis
Tumbunascincus luteilateralis is een hagedis uit de familie skinken (Scincidae).

## Naam en indeling
Tumbunascincus luteilateralis werd voor het eerst wetenschappelijk beschreven door Jeanette Covacevich en Keith R. McDonald in 1980. Het is de enige soort uit het monotypische geslacht Tumbunascincus. De hagedis werd eerder tot de geslachten Eulamprus, Concinnia, Sphenomorphus en het niet langer erkende geslacht Magmellia gerekend en is hierdoor onder verschillende namen bekend in de literatuur.

## Uiterlijke kenmerken
De skink bereikt een lichaamslengte van ongeveer negen centimeter exclusief de staart. De lichaamskleur is bruin, de flanken zijn oranjebruin van kleur en hebben vele kleine, witte vlekjes. 
De oogleden zijn beweeglijk en hebben geen doorzichtig venster in het midden. De gehooropeningen hebben geen lobachtige schubben aan de achterrand. De poten zijn goed ontwikkeld en hebben vijf vingers en tenen. De poten zijn relatief dicht bij elkaar gelegen. Boven de voorpoot is een donkere, verticale vlek aanwezig. 

## Verspreiding en habitat
De soort komt endemisch voor in Australië en leeft alleen in de staat Queensland. De skink heeft een relatief klein verspreidingsgebied nabij de Australische stad Eungella. De habitat bestaat uit regenwouden op een hoogte van meer dan 900 meter boven zeeniveau. De skink leeft in rottend hout en wordt vaak gezien omdat de kop uit het schuilhol wordt gestoken.